# Piłka siatkowa na Letnich Igrzyskach Olimpijskich 1964
Turniej olimpijski w piłce siatkowej rozegrany podczas XVIII Letnich Igrzysk Olimpijskich w Tokio był pierwszym w historii igrzysk olimpijskich zmaganiem w tej dyscyplinie sportu. Premierowa rywalizacja toczyła się zarówno u kobiet, jak i u mężczyzn wyłącznie w halowej odmianie siatkówki, a przystąpiło do niej 10 zespołów męskich i 6 drużyn żeńskich. Obydwa turnieje (męski i żeński) zostały przeprowadzone systemem kołowym (tj. każdy z każdym, po jednym meczu), bez systemu pucharowego.

## Drużyny uczestniczące

### Mężczyźni
| Impreza                                  | Data przeprowadzenia               | Gospodarz                     | Zakwalifikowani             |
| ---------------------------------------- | ---------------------------------- | ----------------------------- | --------------------------- |
| Gospodarz                                |                                    | Japonia                       | Japonia                     |
| Mistrzostwa Świata                       | 13-26 października 1962            | ZSRR                          | ZSRR Czechosłowacja Rumunia |
| Mistrzostwa Europy                       | 21 października - 2 listopada 1963 | Rumunia                       | Węgry                       |
| Igrzyska Panamerykańskie                 | grudzień 1963                      | Brazylia                      | Brazylia Stany Zjednoczone  |
| Afrykański Turniej Kwalifikacyjny        | grudzień 1963                      | Zjednoczona Republika Arabska | Maroko                      |
| Azjatycki Turniej Kwalifikacyjny         | 22-30 grudnia 1963                 | Indie                         | Korea Południowa            |
| Turniej Kwalifikacyjny Europy Zachodniej | styczeń 1964                       | Belgia                        | Holandia                    |

### Kobiety
| Impreza                  | Data przeprowadzenia               | Gospodarz | Zakwalifikowane   |
| ------------------------ | ---------------------------------- | --------- | ----------------- |
| Mistrzostwa Świata       | 13 - 25 października 1962          | ZSRR      | ZSRR Polska       |
| Igrzyska Panamerykańskie | 21 kwietnia - 3 maja 1963          | Brazylia  | Stany Zjednoczone |
| Mistrzostwa Azji         | 24 sierpnia - 4 września 1962      | Indonezja | Korea Południowa  |
| Mistrzostwa Europy       | 22 października - 2 listopada 1963 | Rumunia   | Rumunia           |
| Gospodarz                |                                    | Japonia   | Japonia           |

## Medaliści
| Konkurencja      | Konkurencja | złoto | srebro | brąz |
| ---------------- | ----------- | --- | --- | --- |
| Siatkówka halowa | mężczyźni   | ZSRR Jurij Cziesnokow Jurij Wiengierowskij Eduard Sibiriakow Dmitrij Woskobojnikow Waża Kaczarawa Staņislavs Lugailo Witalij Kowalenko Jurij Pojarkow Ivans Bugajenkovs Nikołaj Burobin Walerij Kałaczichin Gieorgij Mondzolewski | Czechosłowacja Václav Šmídl Josef Šorm Zdeněk Humhal Jozef Labuda Josef Musil Petr Kop Milan Čuda Karel Paulus Bohumil Golian Boris Perušič Pavel Schenk Ladislav Toman                                     | Japonia Yutaka Demachi Tsutomu Koyama Sadatoshi Sugahara Naohiro Ikeda Yasutaka Satō Toshiaki Kosedo Tokihiko Higuchi Masayuki Minami Takeshi Tokutomi Teruhisa Moriyama Yūzō Nakamura Katsutoshi Nekoda                                          |
| Siatkówka halowa | kobiety     | Japonia Masae Kasai Emiko Miyamoto Kinuko Tanida Yuriko Handa Yoshiko Matsumura Sata Isobe Katsumi Matsumura Yōko Shinozaki Setsuko Sasaki Yūko Fujimoto Masako Kondō Ayano Shibuki                                               | ZSRR Antonina Ryżowa Astra Biltauere Ninel Łukanina Ludmiła Bułdakowa Nelli Abramowa Tamara Tichonina Walentina Kamieniok Inna Ryskal Marita Katuszewa Tatiana Roszczina Wałentyna Miszak Ludmiła Guriejewa | Polska Krystyna Czajkowska Józefa Ledwig Maria Golimowska Jadwiga Rutkowska Danuta Kordaczuk Krystyna Jakubowska Jadwiga Marko-Książek Maria Śliwka Zofia Szcześniewska Krystyna Krupa Hanna Busz (rezerwowa) Barbara Hermel-Niemczyk (rezerwowa) |

## Tabela medalowa
| Miejsce | Państwo        | złoto | srebro | brąz | Razem |
| ------- | -------------- | ----- | ------ | ---- | ----- |
| 1.      | ZSRR           | 1     | 1      | 0    | 2     |
| 2.      | Japonia        | 1     | 0      | 1    | 2     |
| 3.      | Czechosłowacja | 0     | 1      | 0    | 1     |
| 4.      | Polska         | 0     | 0      | 1    | 1     |